# Centralne Biuro Telegramów Astronomicznych

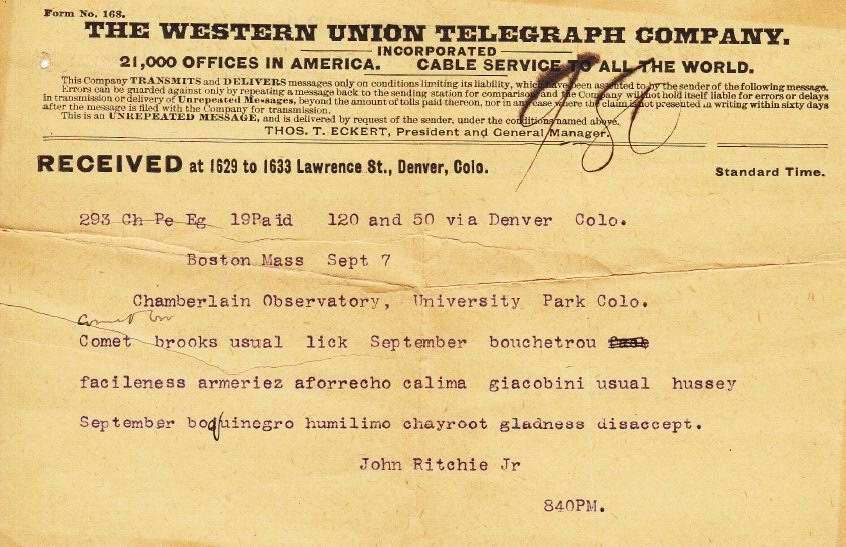
Telegram z 7 września 1896 r. informujący o pozycjach dwóch komet został zakodowany w celu zapewnienia integralności danych.

Centralne Biuro Telegramów Astronomicznych (ang.: Central Bureau for Astronomical Telegrams, skrót: CBAT) – instytucja międzynarodowa ogłaszająca komunikaty dotyczące bieżących obserwacji zjawisk astronomicznych.
CBAT gromadzi i rozpowszechnia informacje dotyczące planetoid, komet, naturalnych satelitów, gwiazd nowych, supernowych i innych aktualnych obserwacji astronomicznych. CBAT ustala również pierwszeństwo odkrycia (za niektóre przyznaje też nagrody) oraz nadaje tymczasowe oznaczenia i nazwy dla nowo odkrytych obiektów.
W imieniu Międzynarodowej Unii Astronomicznej (International Astronomical Union, IAU) CBAT dystrybuuje cyrkularze IAU (IAU Circulars, IAUCs). Od 1920 do 1992 roku CBAT wysyłał w nagłych przypadkach telegramy, jednak większość kartonikowych cyrkularzy była wysyłana za pośrednictwem zwykłej poczty. Gdy depesze zostały wycofane z powszechnego stosowania, nazwa „telegram” została utrzymana, ze względów historycznych, na określenie elektronicznych wiadomości z Centralnego Biura Telegramów Astronomicznych (CBETs). Od połowy lat 80. XX wieku cyrkularze IAU i depesze Minor Planet Circular (MPC) są dostępne w formie dokumentów elektronicznych.
CBAT jest organizacją non-profit, ale pobiera opłaty za swoje usługi na finansowanie dalszej działalności.

## Historia
Centralne Biuro zostało założone przez Astronomische Gesellschaft w 1882 roku w Kilonii w Niemczech. Podczas I wojny światowej zostało przeniesione do Obserwatorium Østervold w Kopenhadze w Danii, w celu współpracy z Copenhagen University Observatory. W 1922 roku IAU przekształciła Centralne Biuro w jej przedstawicielstwo o nazwie Bureau Central des Télégrammes Astronomiques (francuska nazwa dla Central Bureau for Astronomical Telegrams) i utrzymywała w Kopenhadze do 1965 r., kiedy to przeniesiono ją do Harvard College Observatory, w celu współpracy ze Smithsonian Astrophysical Observatory. Od tego czasu ma siedzibę w Cambridge w amerykańskim stanie Massachusetts. Harvard College Observatory w zasadzie pełniło rolę głównego biura na półkuli zachodniej od roku 1883 aż do czasu, gdy CBAT zostało tu przeniesione pod koniec 1964, więc logicznie rzecz biorąc personel Harvard College Observatory przejął nadzór nad CBAT.